# Serie C2 2006/2007
Soutěžní ročník Serie C2 2006/07 byl 29. ročník čtvrté nejvyšší italské fotbalové ligy. Soutěž začala 3. září 2006 a skončila 17. června 2007. Účastnilo se jí celkem 54 týmů rozdělené do tří skupin po 18 klubech. Z každé skupiny postoupil vítěz přímo do třetí ligy, druhý postupující se probojoval přes play off.